# Sigismund Krzyzanowski
Sigismund Dominikovitch Krzyzanowski (Сигизмунд Доминикович Кржижановский en russe), né le 30 janvier 1887 (11 février dans le calendrier grégorien) à Kiev et mort le 28 décembre 1950 à Moscou, est un écrivain, romancier et dramaturge, philosophe, historien et théoricien du théâtre de la première moitié du XXe siècle.
Il a été considéré comme un « génie négligé par son temps » par le poète Gueorgui Chengueli (ru).

## Biographie
Fils de parents de la petite noblesse polonaise installés à Kiev au terme d'un séjour forcé en Sibérie, conséquence de l'impitoyable répression de l'Insurrection polonaise de 1861-1864 par l'Empire russe, Sigismund Dominikovitch Krzyzanowski, après avoir fait des études de droit à l'Université de Kiev, étudié les classiques, les mathématiques, la littérature, l'astronomie, la philosophie et les langues (il en parle sept couramment, y compris le latin et le grec) entreprend, en 1912, un voyage à travers les villes et les universités européennes (Paris, Heidelberg, Milan…).
En 1914, il devient assistant dans un cabinet d’avocat, mais on perd sa trace durant la guerre mondiale de 1914-1918.
On le retrouve à Kiev en 1919, où, connu des milieux intellectuels et étudiants par les conférences qu'il donne et les séminaires qu'il anime au Conservatoire dramatique ou à l'Institut de musique, il participe activement aux activités de l'Académie nationale des sciences artistiques.
En 1922, peu de temps après la Révolte de Kronstadt, Krzyżanowski s’installe à Moscou, dans le quartier de l’Arbat, où il habite une chambre de huit mètres carrés qui lui inspirera sans doute l'un de ses récits fantastiques : La Superficine. Il ne la quittera pratiquement plus jusqu'à sa mort, en 1950.
Vivant à peu près sans ressources en dépit de sa notoriété, il donnera des conférences, enseignera quelques années au Studio Dramatique d'Alexandre Taïrov, sera rédacteur de la première édition de la Grande Encyclopédie soviétique, écrira des scripts de publicités. Scénariste et auteur de livrets d'opéras, il contribue, en 1929, au script du film La Fête de saint Jorgen, dirigé par Yakov Protazanov (non crédité) et au Nouveau Gulliver, en 1933 (non crédité). Il crée la version théâtrale de Eugène Onéguine sur la musique de Sergueï Prokofiev (1936), écrit en 1938 le livret de l'opéra de Kabalevsky Le Maître de Clamecy, d'après le roman de Romain Rolland Colas Breugnon, et, pendant la Seconde Guerre mondiale, le livret de l'opéra Souvorov sur la musique du compositeur, chef d'orchestre et pédagogue Sergueï Vassilenko (première en 1942).
Faute de trouver des éditeurs acceptant de publier ses propres œuvres, il publie de nombreuses traductions en russe d'ouvrages d'écrivains polonais (prose et poésie).
Après avoir perdu l'usage de l'alphabet à la suite d'une attaque de tétanie qui a atteint la partie du cerveau qui régit le système des signes, il meurt le 28 décembre 1950. Jusqu'à maintenant, sa tombe est restée introuvable.
Son œuvre unique de près de trois mille pages, qui porte un univers fantastique et philosophique, vraisemblablement jugée inclassable par l’Union des écrivains soviétiques, à laquelle Sigismund Krzyżanowski avait pourtant adhéré « volontairement », ne fut pratiquement jamais publiée de son vivant. Depuis les années 1990, il est publié en France par les éditions Verdier.

## Citations
- « Voilà, je rends les mots, tous les mots, sauf un : la vie » (dernière phrase du livre Le Club des tueurs de lettres).
- « Mais n'importe quel coin misérable vaut mieux que le trottoir long et nu de la littérature d'aujourd'hui » (Le Marque-page).